# 马尔格龙
马尔格龙（法語：Margueron，法語發音：[maʁɡəʁɔ̃]）是法国吉伦特省的一个市镇，属于利布尔讷区。

## 地理
马尔格龙（44°45'43"N, 0°14'58"E）面积13.57 平方千米，位于法国新阿基坦大区吉倫特省，该省份为法国西南部沿海省份，是法國本土面积最大的省，北起滨海夏朗德省，西临大西洋，南至朗德省，东南接洛特-加龍省，东临多爾多涅省。
与马尔格龙接壤的市镇（或旧市镇、城区）包括：利格、莫内斯捷、莱莱沃和图梅拉格、里奥科、拉罗基耶、卢贝斯-贝尔纳克、迪拉斯新城。

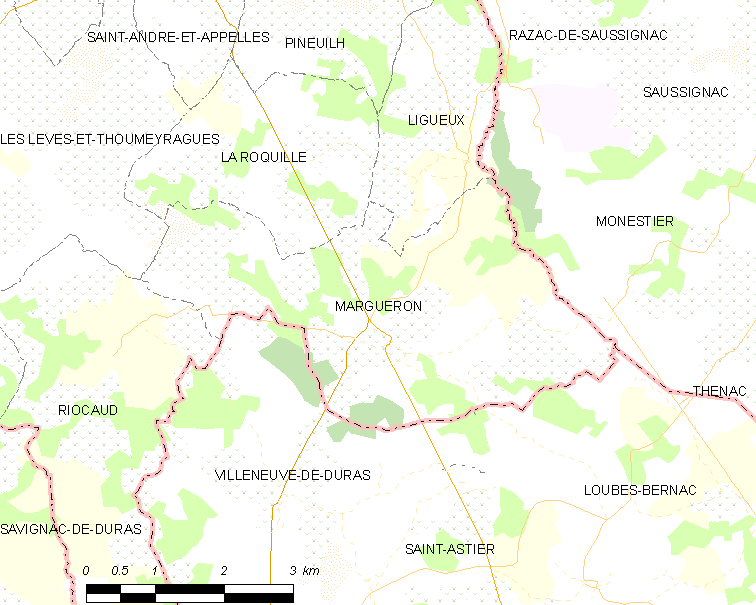
马尔格龙的OSM定位图

马尔格龙的时区为UTC+01:00、UTC+02:00（夏令时）。

## 行政
马尔格龙的邮政编码为33220，INSEE市镇编码为33269。

## 政治
马尔格龙所属的省级选区为勒雷奥莱-莱巴斯蒂德县。

## 人口

1962-2008年间马尔格龙人口变化图示

马尔格龙于2022年1月1日时的人口数量为373人。